# Zbigniew Drozdowicz
Zbigniew Drozdowicz (ur. 30 kwietnia 1948 w Gryficach) – polski filozof i religioznawca, profesor nauk humanistycznych. W l. 1973–2024 nauczyciel akademicki na Uniwersytecie im. Adama Mickiewicza w Poznaniu. Specjalizuje się w nowożytnej filozofii francuskiej oraz filozofii religii. 

## Wykształcenie
Studiował historię na Uniwersytecie im. Adama Mickiewicza. W tymże uniwersytecie uzyskał w 1976 stopień naukowy doktora na podstawie rozprawy pt. Myśl paradoksalna Blaise Pascala. Studium antynomii rozumu i wiary. Stopień naukowy doktora habilitowanego w zakresie filozofii uzyskał w 1987 na podstawie dorobku naukowego i rozprawy habilitacyjnej pt. Intelektualizm i naturalizm w nowożytnej filozofii francuskiej. W 1994 uzyskał tytuł profesora nauk humanistycznych. 

## Pełnione funkcje
W latach 1991–1993 pełnił funkcję wicedyrektora Instytutu Filozofii UAM, zaś w latach 1993–1996 funkcję prodziekana Wydziału Nauk Społecznych UAM.  UAM. W l. 2008– 2016 pełnił funkcję dziekana Wydziału Nauk Społecznych UAM. 
Założyciel i przewodniczący zarządu Fundacji Humaniora, od 1993 roku redaktor naczelny Wydawnictwa Fundacji Humaniora. Przewodniczący zarządu Centrum Badań Interdyscyplinarnych w Poznaniu. Kierował  Katedrą Religioznawstwa i Badań Porównawczych UAM.
Jest wiceprezesem zarządu Polskiego Towarzystwa Religioznawczego.

## Wybrane monografie
Źródło: UAM
- Kartezjusz a współczesność, Wydawnictwo Naukowe UAM, Poznań 1980.
- Nowożytna kultura umysłowa Francji, Wydawnictwo Naukowe UAM, Poznań 1983.
- O Bogu, Rozumie, Naturze i Wielkim Eklektyzmie. Szkice z filozofii francuskiej, Wydawnictwo „Glob”, Szczecin 1986.
- Konwencjonalizm w nowożytnej filozofii francuskiej, Wydawnictwo Naukowe UAM, Poznań 1986
- Intelektualizm i naturalizm w filozofii francuskiej. Wybrane postacie, Wydawnictwo Naukowe UAM, Poznań 1987.
- Główne nurty w nowożytnej filozofii francuskiej, Wydawnictwo Naukowe UAM, Poznań 1991.
- Antynomie Pascala. Kantor Wydawniczy SAAW, Poznań 1993.
- Excellentia Universitas. Szkice o Uniwersytecie, Wydawnictwo Fundacji Humaniora, Poznań 1995.
- Sekty religijne w nowożytnej Europie, Wydawnictwo Fundacji Humaniora, Poznań 2000.
- Uczelnie, uczenie, uczeni, Wydawnictwo Kurpisz, Poznań 2003.
- Filozofia włoska w epoce Odrodzenia, Wydawnictwo Fundacji Humaniora, Poznań 2004.
- Filozofia francuska w epoce Oświecenia, Wydawnictwo Fundacji Humaniora, Poznań 2005
- Liberalizm europejski, Wydawnictwo Forum Naukowe, Poznań 2005
- Filozofia Oświecenia, Wydawnictwo Naukowe PWN, Warszawa 2006
- O racjonalności życia społecznego. Wykłady, Wydawnictwo Naukowe UAM, Poznań 2007
- O racjonalności w filozofii starożytnej i odrodzeniowej. Wykłady, Wydawnictwo Naukowe UAM, Poznań 2008
- O racjonalności w filozofii nowożytnej. Wykłady, Wydawnictwo Naukowe UAM, Poznań 2008
- O racjonalności w religii i w religijności. Wykłady, Wydawnictwo Naukowe UAM, Poznań 2009
- O racjonalności w religii i w religijności (raz jeszcze), Wydawnictwo Naukowe UAM, Poznań 2010
- Społeczne następstwa racjonalizacji religii, Wydawnictwo Naukowe WNS UAM, Poznań 2011
- Filozofia włoska w epoce Odrodzenia i Oświecenia, Wydawnictwo Naukowe WNS UAM, Poznań 2012
- Standards of Philosophical Rationality: Traditions and Modern Times, LIT Verlag, Berlin 2013
- Standards of Religious Rationality: Tradition and Modern Times, LIT Verlag, Berlin 2013
- Rationality Standards of Social Life: Traditions and the Present, LIT Verlag, Berlin 2013
- Essays on European Liberalism: History and Ideology, LIT Verlag, Berlin 2013
- Kartezjański racjonalizm. Zrozumieć Kartezjusza, Wydawnictwo Fundacji Humaniora, Poznań 2014
- Cartesian Rationalism. Understanding Descartes, Peter Lang Verlag, 2015
- Comprendre les Lumiéres, Wydawnictwo Fundacji Humaniora, Poznań 2016
- Getting to Grips with the Sacred and the Profane,  Wydawnictwo Naukowe Wydziału Nauk Społecznych UAM, 2019
- La république des savants. Sans révérence, Peter Lang Verlag, 2019
- Faces of the Enlightenment. Philosophical sketches, Peter Lang Verlag, 2020
- Academic Culture. Traditions and the Present Days, Peter Lang Verlag, 2021
- Od pseudonaukowości do naukowości, Wydawnictwo Nauk Społecznych i Humanistycznych UAM, Poznań 2022
- Obrazy Boga i nieba uczonych i filozofów. Od Kopernika do Kanta, Wydawnictwo Nauk Społecznych i Humanistycznych UAM, Poznań 2022
- Zegary czasów mitologicznych i religijnych wierzeń. Od Homera do Eliadego. Wydawnictwo Nauk Społecznych i Humanistycznych UAM, Poznań 2023
- Akademickie życie. Wspomnienia i przemyślenia. Wydawnictwo Nauk Społecznych i Humanistycznych UAM, Poznań 2023, ss. 210.
- Pytania filozofów o racjonalność. Od Sokratesa do Habermasa, Wydawnictwo Nauk Społecznych i Humanistycznych UAM, Poznań 2024
- O tym, co w życiu ważne. Eseje na miarę czasu, Wydawnictwo Nauk Społecznych i Humanistycznych UAM, Poznań 2024
- Bycie akademikiem, Wydawnictwo Nauk Społecznych i Humanistycznych, Poznań 2025.